# Жезкентський гірничо-збагачувальний комбінат
АТ Жезкентський гірничо-збагачувальний комбінат — підприємство з видобутку та збагачення колчедано-поліметалевих руд у Казахстані. Основна продукція: мідний, свинцевий та цинковий концентрати. Гол. рудні мінерали: пірит, халькопірит, сфалерит і галеніт.

## Технологія розробки
Видобуток руди веде Орловський рудник. Глибина розробки 930 м. 
Система розробки підповерхово-камерна з відбійкою руди глибокими свердловинами з закладкою виробленого простору тверднучими сумішами в об'ємі 62 % від загального видобутку. Вилучення руди — до 94 %, розубожування — 12-13 %.